# Campeonato Europeo de Rugby League 2010
El Campeonato Europeo de Rugby League de 2010 fue la vigésimo novena edición del principal torneo europeo de Rugby League.

## Equipos
- Escocia
- Francia
- Gales
- Irlanda

## Posiciones
| Equipo  | Encuentros | Encuentros | Encuentros | Encuentros | Tantos  | Tantos    | Tantos     | Puntos |
| Equipo  | jugados    | ganados    | empatados  | perdidos   | a favor | en contra | diferencia | Puntos |
| ------- | ---------- | ---------- | ---------- | ---------- | ------- | --------- | ---------- | ------ |
| Gales   | 3          | 3          | 0          | 0          | 103     | 63        | +40        | 6      |
| Francia | 3          | 2          | 0          | 1          | 95      | 48        | +47        | 4      |
| Escocia | 3          | 1          | 0          | 2          | 76      | 108       | -32        | 2      |
| Irlanda | 3          | 0          | 0          | 3          | 76      | 131       | -55        | 0      |

### Resultados
| 9 de octubre | Francia | 42 - 14 | Irlanda |  |  |

| 10 de octubre | Escocia | 22 - 60 | Gales |  |  |

| 16 de octubre | Francia | 26 - 12 | Escocia |  |  |

| 17 de octubre | Gales | 31 - 30 | Irlanda |  |  |

| 23 de octubre | Francia | 11 - 12 | Gales |  |  |

| 24 de octubre | Irlanda | 22 - 42 | Escocia |  |  |

| Bandera de Gales |
| Campeón Gales    |
| Sexto título     |